# Aphaenogaster georgica
Aphaenogaster georgica é uma espécie de inseto do gênero Aphaenogaster, pertencente à família Formicidae.